# جيري ويت
جيري ويت (بالإنجليزية: Jerry Witte)‏ هو لاعب كرة قاعدة أمريكي، ولد في 30 يوليو 1915 في سانت لويس في الولايات المتحدة، وتوفي في 27 أبريل 2002 في هيوستن في الولايات المتحدة.

## وصلات خارجية
- جيري ويت على موقعبيزبول رفرنس.كوم (الدوري الرئيسي) (الإنجليزية)
- جيري ويت على موقعبيزبول رفرنس.كوم (الدوري الثانوي) (الإنجليزية)